# Oratio ad sanctorum coetum
L'Oratio ad sanctorum coetum (in greco Βασιλέως Κωνσταντίνου λόγος ὅν ἔγραψε τῷ τῶν ἁγίων συλλόγῳ?) è un discorso tenuto dall'imperatore Costantino il Grande tra il 315 e 325.

## Descrizione
Il discorso è composto da ventisei capitoli: per leggerlo ad alta voce ci volevano due ore. Sappiamo che fu pronunciato nel tempo di Pasqua di un anno compreso tra il 315 e 325 (con maggiori probabilità per quest'ultimo). Si tratta sostanzialmente di una difesa della fede cristiana rispetto al paganesimo. Il testo dà voce agli orientamenti filosofici e dottrinali dell'imperatore e riflette le sue personali prospettive teologiche.
In apertura Costantino dichiara con toni appassionati che esiste e deve esistere un solo sovrano divino, un unico Dio. Se infatti esistessero molte divinità, gli esseri umani commetterebbero un sacrilegio ogni volta che decidono di adorarne una. Ancora più importante è il fatto che se esistessero molti sovrani celesti, nel mondo non ci sarebbe unità, ma divisione, mentre il mondo ha bisogno di unità.
Molte divinità, ciascuna meritevole di attenzione, avrebbero prodotto divisioni, invidie, gelosie. Questo, nelle sue parole, «avrebbe rovinato l'armoniosa concordia dell'insieme (…) e non avrebbe consentito al mondo di mantenersi nello stesso modo e in accordo agli stessi principî». Questo stato di cose avrebbe portato alla "confusione del tutto": le costellazioni sarebbero state in disordine, le stagioni non si sarebbero avvicendate ordinatamente, la terra non avrebbe prodotto frutti, il giorno e la notte si sarebbero confusi. L'universo deve avere un sovrano come il mondo modo deve avere un imperatore.
Il discorso non intende soltanto giustificare il potere di Costantino. Mostra chiaramente che la professione religiosa di quest'ultimo in favore dell'unico Dio dei cieli plasmò la sua autocoscienza di sovrano unico sulla terra. Di conseguenza, la sua adesione alla fede cristiana dovette essere totale, al pari della sua lealtà nei confronti del cristianesimo: «il mio fine è glorificare Cristo con la mia vita e rendergli grazie per i grandi benefici che ci ha concesso» (in greco ἐμόν τ’ἴδιον ἔργον τὸν Χριστὸν ὑμνεῖν διὰ βίου καὶ τῆς ὀφειλομένης αὐτῷ πρὸς ἡμῶν ἀντὶ πολλῶν καὶ μεγάλων εὐεργεσιῶν εὐχαριστίας?, Discorso all'assemblea dei Santi, 5).